# De constantia

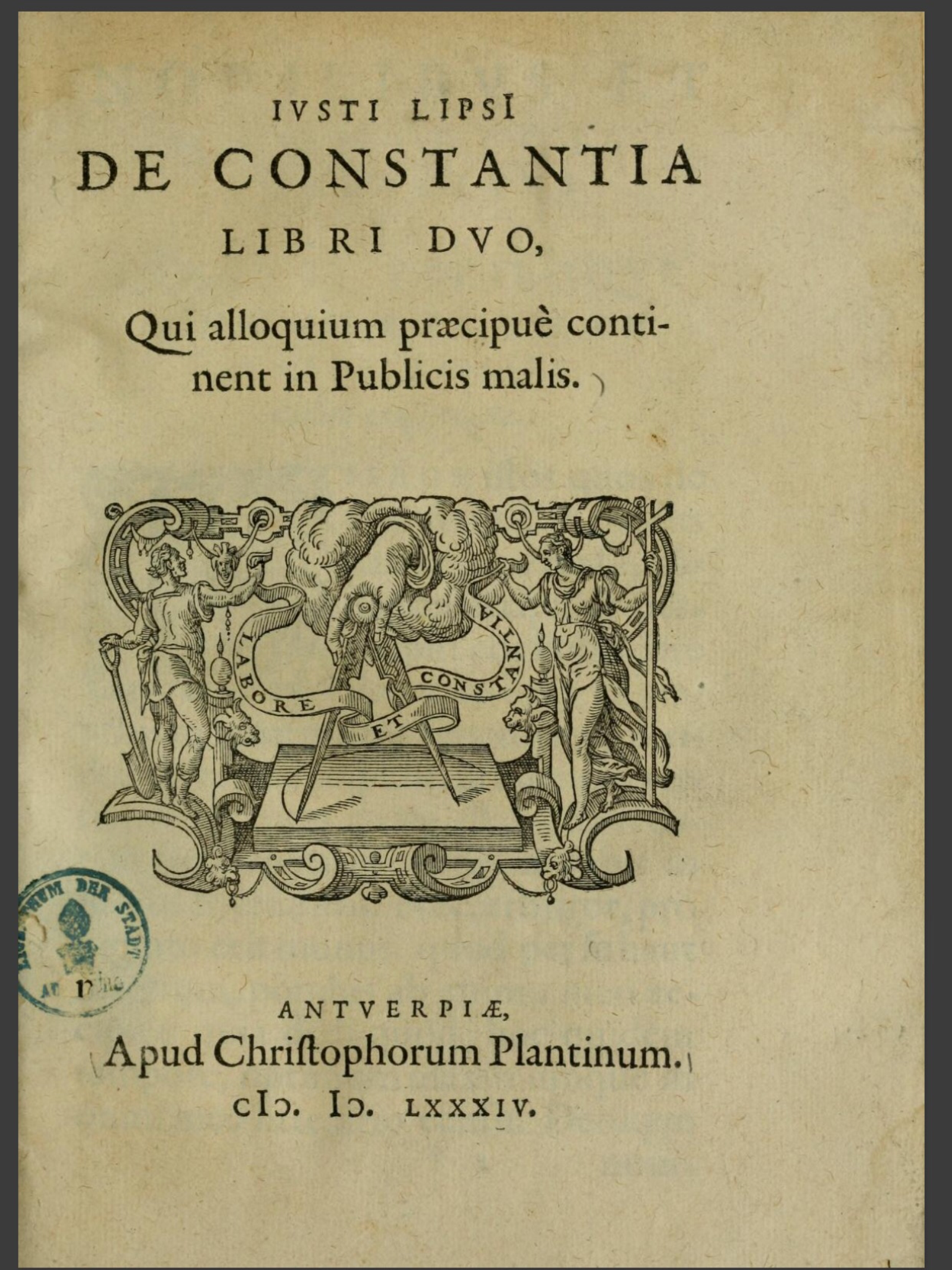
De Constantia (1584)

De Constantia in publicis malis ( Sobre la constancia en tiempos de maldad pública ) fue un diálogo filosófico publicado por Justus Lipsius en dos libros en 1583. El libro, inspirado en los diálogos de  Séneca, fue fundamental en el establecimiento de una adaptación de Estoicismo y Cristianismo que se conoció como Neoestoicismo.  De Constantia  pasó por más de ochenta ediciones entre los siglos XVI y XVIII.

## Temas
A diferencia de sus libros posteriores que sintetizan los principios básicos del estoicismo (aunque en forma cristianizada), en "De Constantia" Lipsius se centra en el valor del estoicismo para fortalecer la mente contra los problemas y ansiedades externas. En una época de disputas religiosas y persecuciones, Lipsius pretendía que el libro fuera tanto un consuelo como una solución a las calamidades que él y sus contemporáneos estaban soportando. El resultado es un manual para la vida práctica y, como tal, se centra más en las reglas morales que en un argumento filosófico riguroso. Lipsius enfatiza que la mente y la vida interior son el lugar de la verdadera bondad. El tema central del libro es la necesidad de cultivar la resistencia voluntaria y sin quejas de todas las contingencias humanas.

## Legado
"De Constantia" fue la obra más popular de Lipsius. Entre los siglos XVI y XVIII pasó por más de ochenta ediciones, de las cuales más de cuarenta fueron en latín original y el resto fueron traducciones a lenguas vernáculas europeas.

## Traducciones inglesas
- Two bookes of constancie , traducido por Sir John Stradling, Londres, 1595
  - ed. con una introducción de Rudolf Kirk, notas de Clayton Morris Hall, 1939
  - ed. con una introducción y traducción revisada por John Sellars, Bristol Phoenix Press, 2006
- `` Un discurso de constancia: en dos libros , traducido por R. G., Maestría en artes a veces de la Iglesia de Cristo en bueyes, 1654
- "Un discurso de constancia en dos libros que contienen principalmente consuelos contra los males públicos", traducido por Nathaniel Wanley, 1670